# Rašice
Rašice – wieś (obec) na Słowacji położona w kraju bańskobystrzyckim, w powiecie Revúca. Pierwsze wzmianki o miejscowości pochodzą z roku 1334.
Według danych z dnia 31 grudnia 2012, wieś zamieszkiwały 123 osoby, w tym 65 kobiet i 58 mężczyzn.
W 2001 roku pod względem narodowości i przynależności etnicznej 5,71% mieszkańców stanowili Słowacy, a 94,29% Węgrzy.
Ze względu na wyznawaną religię struktura mieszkańców kształtowała się w 2001 roku następująco:
- Katolicy rzymscy – 22,86%
- Ewangelicy – 0,71%
- Ateiści – 2,86%